# John Carlyle Herbert

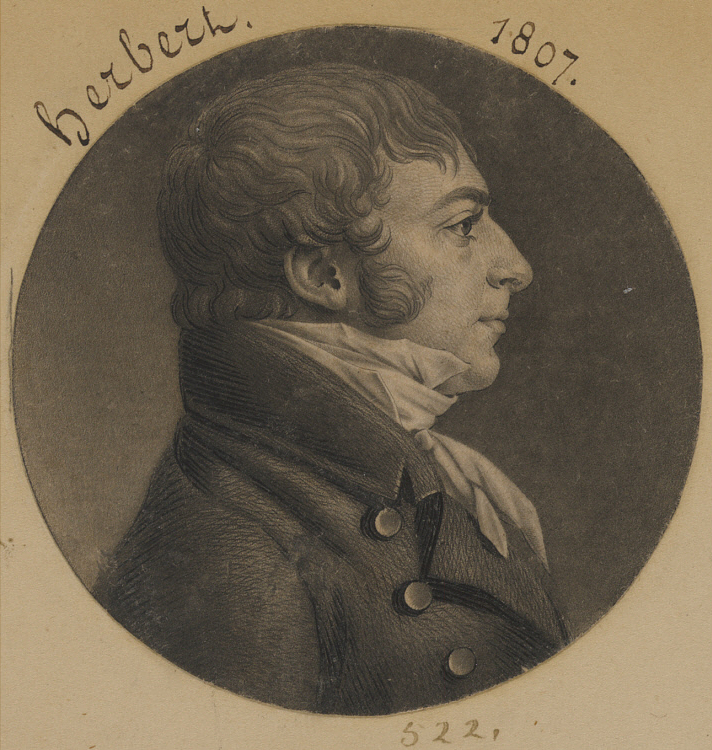
John Carlyle Herbert

John Carlyle Herbert (* 16. August 1775 in Alexandria, Colony of Virginia; † 1. September 1846 in Buchanan, Virginia) war ein US-amerikanischer Politiker. Zwischen 1815 und 1819 vertrat er den Bundesstaat Maryland im US-Repräsentantenhaus.

## Werdegang
John Herbert genoss eine private Schulausbildung. Im Jahr 1794 absolvierte er das St. John’s College in Annapolis. Nach einem anschließenden Jurastudium und seiner 1795 erfolgten Zulassung als Rechtsanwalt begann er in Richmond in diesem Beruf zu arbeiten. Politisch war Herbert Mitglied der von Alexander Hamilton gegründeten Föderalistischen Partei. In den Jahren 1798 und 1799 saß er im Abgeordnetenhaus von Virginia. Im Jahr 1805 ließ sich Herbert im Prince George’s County in Maryland nieder. Zwischen 1808 und 1813 gehörte er dem Abgeordnetenhaus von Maryland an, als dessen Präsident er in den Jahren 1812 und 1813 fungierte. Während des Britisch-Amerikanischen Kriegs war er Hauptmann einer Dragonereinheit.
Bei den Kongresswahlen des Jahres 1814 wurde Herbert im zweiten Wahlbezirk von Maryland in das US-Repräsentantenhaus in Washington, D.C. gewählt, wo er am 4. März 1815 die Nachfolge von Joseph Kent antrat. Nach einer Wiederwahl konnte er bis zum 3. März 1819 zwei Legislaturperioden im Kongress absolvieren. Seit 1817 war er Vorsitzender des Ausschusses zur Verwaltung des Bundesbezirks District of Columbia. Nach dem Ende seiner Zeit im US-Repräsentantenhaus praktizierte John Herbert wieder als Anwalt. Ab 1820 lebte er auf seinem Anwesen Walnut Grange in Maryland. Er starb am 1. September 1846 in Buchanan und wurde in Baltimore beigesetzt.